# Chlidones lineolatus
Chlidones lineolatus är en skalbaggsart som beskrevs av Waterhouse 1879. Chlidones lineolatus ingår i släktet Chlidones och familjen långhorningar.
Artens utbredningsområde är Madagaskar. Inga underarter finns listade i Catalogue of Life.